# Битва при Лагуше (1759)
Битва при Лагуше (англ. Battle of Lagos) — морское сражение Семилетней войны между флотами Великобритании и Франции, состоявшееся у португальского порта Лагуш к западу от Кадисского залива 18-19 августа 1759 года. Завершилось победой английской эскадры сэра Эдварда Боскауэна над эскадрой адмирала Жана-Франсуа де Сорбана, графа де ла Клю, которая потеряла 2 линейных корабля уничтоженными и три захваченными.

## Предыстория
В мае 1759 года Эдуард Боскавен принял командование британским флотом в Средиземном море. Помимо 15 линейных кораблей у него также было 12 фрегатов, предназначенных для рейдов, разведки и обмена сообщениями. Ему было поручено беспокоить французов, защищать британское торговое судоходство и обеспечивать безопасность крепости Гибралтар. К концу июля у кораблей Боскавена флота осталось мало припасов, и они нуждались в срочном ремонте после длительного пребывания в море. Флот прибыл в Гибралтар 4 августа, приступил к починке и замене такелажа и рангоута. В это же время Адмиралтейство предупредило Боскавена о том, что французский Средиземноморский флот может попытаться соединиться с Атлантическим флотом, и приказало воспрепятствовать этому. Адмирал приказал двум фрегатам патрулировать на восточных подходах к Гибралтарскому проливу, чтобы предупредить о приближении неприятеля.
В феврале этого же года 4000 британских солдат высадились на острове Гваделупа во французской Вест-Индии, где в те годы производилось больше сахара, чем на всех Британских подветренных островах. На помощь французскому гарнизону были отправлены девять линейных кораблей под командованием Максимина де Бомпара, однако, они прибыли на следующий день после того, как французский губернатор сдался британцам (1 мая 1759 года).
Известие об этой катастрофе было передано в Париж, где после обсуждения было решено усилить силы Бомпарта Средиземноморским флотом. Приказ об отплытии был получен его командиром адмиралом Жаном-Франсуа де ла Клю в конце июля, и его эскадра вышла в море 5 августа. В её состав входили двенадцать линейных кораблей и три фрегата. Ла Клю намеревался незаметно пройти Гибралтарский пролив ночью. Предвидя, что в ночном плавании его флот может рассеяться, и назначил местом сбора эскадры залив у испанского порта Кадис. Поздним вечером 17 августа французы прошли через пролив, но вскоре после этого были замечены британским фрегатом HMS Gibraltar. Французы узнали, что их обнаружили, и, поняв, что британский флот находится в Гибралтаре, ожидали немедленного преследования.
Однако появление французской эскадры, застало британцев врасплох: большинство капитанов кораблей и большая часть команды находились на берегу. Корабли британской эскадры выходили в море без своих капитанов, некоторые под командованием младших офицеров. Командиры следовали за своими кораблями как могли — флагман HMS Namur шёл с тремя капитанами и адмиралом на борту. Многие офицеры и матросы остались на берегу. Корабли были загромождены материалами для ремонта и неубранными припасами. На одной из орудийных палуб HMS Prince было так много бочек, что использовать, расположенные на ней орудия было невозможно, экипаж HMS America выбросил за борт большое количество сыпучих материалов. Несмотря на эти трудности, к 23:00, через три часа после того, как HMS Gibraltar сообщил о появлении французов, восемь британских линейных кораблей вышли из гавани и направились в Атлантику. Несколько кораблей под командованием вице-адмирала Томаса Бродрика оставались в гавани, с приказом отплыть, как только они будут готовы к выходу в море.
Корабли, идущие ночью, обычно вывешивали фонари на корме и мачте, чтобы избежать столкновений и сохранять эскадру соединённой. Желая быть как можно незаметнее, французские корабли, вероятно, не следовали этой практике. Всем французским капитанам были даны запечатанные приказы, которые они должны были открыть при переходе через Гибралтарский пролив. Согласно инструкции, флот Ла Клю должен был собраться в Кадисе. Зная, что обнаружен, Ла Клю изменил свой план. Вместо того, чтобы направиться в Кадис, где, как он опасался, британцы могут легко его заблокировать, он решил плыть западнее, обогнуть мыс Сент-Винсент и направиться в Северную Атлантику. Однако у французского флота не было эффективной системы ночной сигнализации. Около полуночи Ла Клю приказал своему флагманскому кораблю «Океан» зажечь кормовой фонарь, повернуть налево (налево или на запад) и снизить скорость. Обычно такие действия сопровождались стрельбой из пушки для привлечения внимания. Военно-морской историк Сэм Уиллис предполагает, что, возможно, Ла Клю, которому было приказано избегать боя любой ценой, зная, что весь флот находится относительно близко, и не желая рекламировать свой манёвр британцам, не сделал этого.

## Сражение 18 августа
Восемь из пятнадцати кораблей французского флота продолжили путь в Кадис. Неясно, было ли это потому, что они не заметили и не поняли манёвров и сигналов флагмана, или же потому, что сочли письменные инструкции боле приоритетными. На рассвете 18 августа Ла Клю мог видеть только шесть своих кораблей, которым он приказал им собраться вокруг своего флагмана и дожидаться ожидаемого появления остального флота. Примерно в 6:00 в поле зрения появилась группа больших кораблей, и поначалу Ла Клю счёл их отставшими кораблями эскадры Леванта. Только когда можно было различить марсели кораблей, стало ясно, что все эти корабли были вражескими — девять линкоров второй британской эскадры, под командованием Бродрика. Семь французских кораблей плыли со скоростью самого медленного из них, «Суверена». Боскавен приказал своим кораблям сохранять строй, чтобы его самые быстрые корабли не достигли и не вступили в бой с французской эскадрой по отдельности. Британские корабли оказались быстрее, им немного благоприятствовал переменный ветер, что позволило настичь французов к полудню 18 августа. Боскавен неоднократно сигнализировал своим кораблям: «Увеличьте скорость». Некоторым британским кораблям помешали повреждения недавно полученных парусов или вышедшие из строя недавно установленные элементы рангоута, поскольку они были перенатяжены экипажами, стремящимися поймать французов. В 13:00 французские корабли подняли боевые флаги и открыли огонь с дальней дистанции.
На парусных линейных кораблях большая часть орудий была установлена в бортах для ведения огня залпами, на корме было установлено небольшое количество более легких орудий для стрельбы по неприятелю сзади. Эффективно вести огонь впереди парусные линкоры не могли. Таким образом, французы могли стрелять по сближавшимся с ними британцам, в то время как последние не могли нанести ответного урона. Французы пытались вывести из строя паруса и такелаж британских кораблей, но не преуспели в этом. В 14:30 HMS «Каллоден» вступил в бой с самым задним французским кораблем «Центавр» (Centaure); оба они были оснащены 74 тяжелыми орудиями. К этому времени французы выстроились в строй баталии со своим флагманом в центре. Боскавен утверждал, что хотел, чтобы его ведущие и, следовательно, самые быстрые корабли вступили в бой с первыми французскими кораблями, которых они настигнут; следующие британские корабли должны были обойдти сражающихся и атаковать следующий французский корабль в линии. Адмирал считал, что любые обойденные французские корабли могут быть оставлены на добивание эскадре Бродрика. Однако только его собственный флагман последовал замыслу Босквина, и только четыре из семи французских кораблей были атакованы. Так пять британских кораблей атаковали «Центавр», и после пятичасового боя, в котором более трети его экипажа были убиты или ранены, принудили его к сдаче. Это сопротивление серьёзно задержало преследование французской эскадры.
Тем временем Боскауэн двигался вперед на своем 90-пушечном флагмане, решив сразиться с самым большим кораблем французского флота, флагманом Ла Клю, 80-пушечным «Океаном». «Намюр» прошел мимо трех французских кораблей, получив бортовой залп от каждого; Боскавен приказал не вести ответного огня, и велел своей команде лечь, чтобы минимизировать потери. К 16:00 «Намюр» подошёл достаточно близко к «Океану», чтобы открыть огонь, и завязалась короткая яростная схватка. На «Океане» было убито или ранено около 200 человек, в том числе Ла Клю, которому оторвало ногу, «Намюр» потерял одну мачту и марселя на обеих оставшихся. Ввиду повреждений такелажа «Намюр» не мог маневрировать, и повреждённый «Океан» смог бежать. Боскавен перенес свой флаг на HMS «Ньюарк». Когда солнце зашло, шесть уцелевших французских кораблей продолжали отступать на северо-запад, а те британские корабли, которые не потеряли в скорости из-за боевых повреждений, следовали за ними. Лунного света было достаточно, чтобы корабли британской эскадры могли поддерживать контакт с неприятелем, но два самых быстрых французских корабля, Souverain и Guerrier, ночью ускользнули в Атлантику. Военно-морской историк Николас Трейси предполагает, что Ла Клю пошел неправильным курсом, не смог обогнуть мыс Сент-Винсент и оказался в ловушке у подветренного берега. Тяжело раненый Ла Клю теперь командовал своим флагманом и другими линейными кораблями, Redoutable, Téméraire и Modeste, ни один из которых ещё не участвовал в бою. Отчаявшись спастись, он повел остатки своего отряда к устью небольшой реки к западу от Лагуша в Португалии. Португалия сохраняла нейтралитет, что делало британскую атаку укрывшихся французских кораблей незаконной. Ла Клю, возможно, надеялся, что наличие поблизости португальского форта также будет некоторым сдерживающим фактором.

## Сражение 19 августа
Когда Боскавен приблизился к месту стоянки французов на «Ньюарке», португальцы открыли огонь, а британский флагман лёг в дрейф за пределами досягаемости береговых пушек. Адмирал выбрал несколько кораблей эскадры для атаки на неприятеля «не обращая внимания на законы нейтралитета». HMS «Америка» открыл огонь по «Океану» с короткой дистанции, требуя сдачи. Французы, уже покидавшие корабль, спустили флаг. Британцы не смогли отбуксировать «Océan» после сдачи поскольку линкор был выброшен на берег и стащить его на глубокую воду не удалось. После снятия остававшихся членов экипажа британцы подожгли французский флагман, около полуночи, огонь достиг порохового погреба, и линкор взорвался. Три корабля из эскадры Бродрика были отправлены вслед за Redoutable. HMS Prince сделал несколько залпов в него, а затем взял на абордаж. И этот французский линкор выбросился на берег, поэтому, как и «Океан», его подожгли, и он взорвался через несколько часов. Увидев подожженные Ocean и Redoutable и приближающийся HMS Jersey экипаж «Modeste» сдался, а их корабль был отбуксирован к британской эскадре. Во время этой операции HMS «Джерси» был обстрелян португальским фортом. Последний французский корабль, Téméraire, был атакован HMS Warspite в 14:45, но его команда отказалась сдаться. Warspite сманеврировал, чтобы иметь возможность стрелять в корму Téméraire, где французы мало что могли в ответ, и через час боя Téméraire также спустил флаг и был захвачен.

## Результаты
Потери французов составили 500 человек убитыми, ранеными или взятыми в плен против 56 британских погибших и 196 раненых. Среди французских пленных был знаменитый впоследствии капитан Сюффрен. Ла Клю, тяжело раненный, был доставлен на берег до прибытия британцев и выжил пять лет спустя он был произведен в генерал-лейтенанты. Битва не повлияла на планы французов по вторжению в Британию. Два французских корабля, бежавших из боя, в конце концов достигли Рошфора. Пять французских кораблей в Кадисе были заблокированы заместителем Боскауэна, адмиралом Бродриком. Им было приказано направиться к французским атлантическим портам, если они смогут прорвать блокаду. Но к тому моменту, когда они смогли миновать корабли Бродрика во время зимнего шторма в январе 1760 года, французский Атлантический флот был уже уничтожен в битве при Киберон-Бей, и французы предпочли вернутся в Тулон.
Услышав известие о победе, британский премьер-министр герцог Ньюкасл сказал: «Я до сих пор боялся вторжения». Нарушение Боскауэном португальского нейтралитета было полностью поддержано британским правительством, объявившим португальцам, что это был непреднамеренный результат общего приказа Боскауэна о преследовании. Три года спустя испанское и французское правительства использовали это нарушение нейтралитета как один из предлогов для объявления войны и вторжения в Португалию. Боскауэна, его капитанов и их экипажи чествовали в Британии. После завершения прерванного ремонта несколько кораблей-победителей Боскавена были переданы флоту адмирала Эдварда Хоука у Бреста, и пять из них были с Хоуком, когда он уничтожил флот Конфлана в заливе Киберон в ноябре.